# ناناتاکاران یوردافی سونگ
ناناتاکاران یوردافی سونگ(تایلندی: นันทกานต์ ยอดไพสง ;)(زاده ۲۳ سپتامبر ۱۹۹۳) بازیکن بدمینتون تایلندی می‌باشد. او در مسابقات بین‌المللی چالش چین و ویتنام در سال ۲۰۱۷ با همکاری تراووت پوتینگ نایب قهرمان دونفره مردان شد. یوردافی سونگ همچنین قسمتی از تیم ملی تایلند برای کسب برنز در جام سودیرمن ۲۰۱۷ شد.